# Port lotniczy Bodø
Port lotniczy Bodø – międzynarodowy port lotniczy położony na południe od Bodø. Jest jednym z największych portów lotniczych w północnej Norwegii. W 2006 obsłużył 1,4 mln pasażerów.

## Linie lotnicze i połączenia
| Linia lotnicza               | Kierunek |
| ---------------------------- | --- |
| Discover Airlines            | Sezonowo: 1. Monachium (od 2 czerwca 2025) |
| Finnair                      | Sezonowo: 1. Helsinki |
| Lufttransport                | 1. Værøy |
| Norwegian Air Shuttle        | 1. Oslo-Gardermoen Sezonowe czartery: 1. Gran Canaria |
| Scandinavian Airlines System | 1. Oslo-Gardermoen 2. Tromsø 3. Trondheim Sezonowe czartery: 1. Chania 2. Palma de Mallorca |
| Sunclass Airlines            | Sezonowe czartery: 1. Gran Canaria |
| Widerøe                      | 1. Andenes 2. Bergen 3. Brønnøysund 4. Harstad/Narvik 5. Kristiansand 6. Leknes 7. Mo i Rana 8. Mosjøen 9. Namsos 10. Rørvik 11. Røst 12. Oslo-Torp 13. Sandnessjøen 14. Stavanger 15. Stokmarknes 16. Svolvær 17. Tromsø 18. Trondheim |